# Magdaléna Borová
Magdaléna Borová (* 14. dubna 1981, Frýdlant v Čechách) je česká
herečka a členka souboru Činohry Národního divadla. V roce 2020 získala Českého lva pro nejlepší herečku v hlavní roli.

## Život
Jejím otcem je herec Hanuš Bor. Dětství a dospívání prožila v Liberci, během studia na Podještědském gymnáziu byla členkou divadelního souboru Stopa. Po maturitě nastoupila na DAMU, kde v absolventských představeních zaujala především jako Máša v Turgeněvově Rváči a jako Nestyda ve stejnojmenné hře Koffi Kwahulého. Mezi její zájmy patří zpěv, poezie, hra na klavír a na kytaru. Působí ve vokálním tělese Sestry sBorovy, každoročně účinkuje na letní Pekařovské pouti. S hercem Miloslavem Königem se rozvedla, mají společně 2 děti.

## Tvorba

### Divadlo
Za studií ztvárnila v hradeckém Klicperově divadle roli Heleny v Shakespearově komedii Konec dobrý, všechno dobré, hostovala i v pražském Národním divadle, ve Studiu Dva (role: Helena v Bergmanově Podzimní sonátě), ve Viole (role: Anděl ve Vánočních hrách) a v Činoherním klubu (role: Ludmila v Sologubově Ďáblově houpačce). Za své herecké výkony v tomto období získala Cenu Alfréda Radoka v kategorii Talent roku 2004. Ještě před absolutoriem na DAMU se stala členkou Činohry Národního divadla, kde ztvárnila řadu rolí. Za všechny lze uvést alespoň Thomasinu Coverlyovou v Stoppardově Arkádii, Marcelu v Lope de Vegově Vladařce závist aneb Zahradníkův pes či převzatou roli Luisy v Schillerových Úkladech a lásce.

### Film
Natočila dvě televizní inscenace produkované Českou televizí, zahrála si ve dvou krátkých autorských filmech Jana Budaře, v Morávkově celovečerním filmu Hrubeš a Mareš jsou kamarádi do deště ztvárnila postavu Irenky.
V roce 2020 ztvárnila Marii ve snímku Bohdana Slámy Krajina ve stínu. Za svůj herecký výkon získala Cenu české filmové kritiky pro nejlepší herečku. Ve stejném roce také za roli získala Českého lva pro nejlepší herečku v hlavní roli.

## Filmografie
| Rok  | Název                                 | Role                  | Poznámky                        |
| ---- | ------------------------------------- | --------------------- | ------------------------------- |
| 2003 | Maryška                               | Gábina                | televizní film                  |
| 2004 | Ráno                                  |                       | krátkometrážní film             |
| 2005 | Hrubeš a Mareš jsou kamarádi do deště | Irena Hájíčková       |                                 |
| 2005 | Pohádka o houslích a viole            | Alžběta               | televizní film                  |
| 2006 | Zatmění                               |                       | studentský film                 |
| 2009 | Hrubeš a Mareš Reloaded               | Irena Hájíčková       |                                 |
| 2009 | Ženy mého muže                        | Alice                 |                                 |
| 2009 | Lucemburkové                          | vypravěčka            | dokumentární televizní cyklus   |
| 2011 | Videoterapie                          |                       | studentský film                 |
| 2016 | Já, Olga Hepnarová                    | pracovnice pošty      |                                 |
| 2017 | Policie Modrava                       | Tumová                | televizní seriál, díl: „Nehoda“ |
| 2019 | Strážmistr Topinka                    |                       | televizní seriál                |
| 2020 | Krajina ve stínu                      | Marie Veberová        |                                 |
| 2020 | Zrádci                                | Blažková              | televizní seriál                |
| 2020 | Šarlatán                              | Mikuláškova pacientka |                                 |

## Divadelní role

### Studio DVA
- 2003 I. Bergman: Podzimní sonáta (role: Helena)

### Divadlo DISK
- 2004 I. S. Turgeněv: Rváč (role: Máša)
- 2004 W. Shakespeare: Macbeth (role: Čarodějnice)
- 2004 K. Kwahulé: Nestyda (role: Nestyda)

### Činoherní klub
- 2004 F. Sologubov: Ďáblova houpačka (role: Ludmila)
- 2007 A. P. Čechov: Ivanov (role: Sáša)

### Národní divadlo
- 2003 – 2005 B. Brecht: Dobrý člověk ze Sečuanu (role: Neteř)
- 2004 – 2016 L. Stroupežnický: Naši furianti (role: Verunka)
- 2004 – 2006 M. von Mayenburg: Eldorádo (role: Manuela)
- 2004 – 2008 R. B. Sheridan: Škola pomluv (role: Maria)
- 2005 – 2006 Tisíc a jedna noc – Příběhy z písku (role: Žena krejčího, Kútalkulúb)
- 2005 – 2006 F. Schiller: Úklady a láska (role: Luisa)
- 2005 – 2009 G. B. Shaw: Pygmalión (role: Komorná paní Higginsové)
- 2005 – 2007 L. F. de Vega Carpio: Vladařka závist aneb Zahradníkův pes (role: Marcela, komorná)
- 2006 – 2008 T. Stoppard: Arkádie (role: Thomasina Coverlyová)
- 2006 – 2014 N. V. Gogol: Revizor (role: Marja Antonovna)
- 2007 – 2009 V. Štech: David a Goliáš aneb Pepička to zařídí (role: Kamila Burdychová, Katy)
- 2007 – 2009 J. P. Shanley: Pochyby (role: Sestra James)
- 2007 – 2008 T. Williams: Sladké ptáče mládí (role: Heavenly Finleyová)
- 2007 – 2010 B. Němcová: Babička (role: Barunka)
- 2008 – 2011 Molière: Don Juan (role: Karlička)
- 2008 – 2009 W. Shakespeare, J. Fletcher: Dva vznešení příbuzní (role: Žalářníkova dcera)
- 2008 – 2018 Hadar Galron: Mikve (role: Tehíla)
- 2009 – 2011 B. Brecht, K. Weill: Žebrácká opera (role: Polly)
- 2011 – 2015 A. P. Čechov: Racek (role: Nina Zarečná)
- 2014 – 2018 J. K. Tyl : Strakonický dudák aneb Hody divých žen (role: Dorotka)
- 2014 – 2017 W. Shakespeare: Othello, benátský mouřenín (role: Desdemona)
- 2015 – 2017 M. Bartlett: Zemětřesení v Londýně (role: Grace / Stará paní / Maryna; od sezony 2016/2017 nově v roli Freyi)
- 2015 – 2019 O. Havelka, M. Vačkář: V rytmu swingu buší srdce mé (role: Karla Treml a mnohé jiné)
- 2016 – 2017 L. Lagronová: Jako břitva (Němcová) (role: Božena)
- od r. 2016 Jane Austenová, Daniel Špinar: Pýcha a předsudek (role: Elisabeth Bennetová)
- 2018 – 2019 Moira Buffini: Vítejte v Thébách (role: Antigona)
- od r. 2019 Karel Jaromír Erben: Kytice (role: Dora / Zlá sestra, v alternaci s Janou Pidrmanovou), Národní divadlo, režie SKUTR
- 2022 František Hrubín: Kráska a zvíře (role: Málinka), Národní divadlo, režie Daniela Špinar
- 2022 William Shakespeare: Mnoho povyku pro nic (role: Beatricie), Stavovské divadlo, režie Daniela Špinar
- 2023 Ladislav Stroupežnický: Naši furianti (role: Terezka), Národní divadlo, režie Martin Františák
- 2024 Kateřina Tučková: Bílá Voda (role: Žofia Burdová, referentka), Stavovské divadlo, režie Michal Vajdička
- 2024 Maria Wojtyszko: Ještě chvilku (role: Královna Mab), Stavovské divadlo, režie Anna Klimešová
- 2024 Roland Schimmelpfennig: 100 songů (role: Hrají) Nová scéna, režie Štěpán Gajdoš

## Rozhlas
- 2009 Milena Mathausová: Měděné zrcadlo, nedělní pohádka, Český rozhlas, role: služka Johanka; režie Vlado Rusko.[5]
- 2022 Karel Poláček: Hlavní přelíčení, role: Alžběta; dramatizace: Lenka Veverková, režie: Vít Vencl.